# Derek Walsh
Derek Walsh (* 24. Oktober 1967 in Hamilton) ist ein ehemaliger schottischer Fußballspieler. Als Mittelfeldspieler begann er seine Laufbahn beim Erstligisten FC Everton. Dort konnte er sich jedoch sportlich nicht durchsetzen und machte erst später mit 121 Ligaeinsätzen für den Viertligisten Carlisle United im unterklassigen englischen Profifußball von sich reden, bevor er sich bereits gegen Mitte der 1990er-Jahre von dort verabschiedete.

## Sportlicher Werdegang
Derek Walsh, dessen mehr als fünf Jahre älterer Bruder Colin zu Beginn der 1980er-Jahre bei Nottingham Forest eine Profilaufbahn als Fußballer begann, war bereits ab Oktober 1984 im erweiterten Kader des Erstligisten FC Everton vertreten. Dort erwies sich die sportliche Perspektive jedoch als wenig verheißungsvoll, denn nur am 28. Mai 1985 war er in einem sportlich unbedeutenden Ligaspiel in der Startelf der „Toffees“ vertreten. Der FC Everton stand zu diesem Zeitpunkt bereits als englischer Meister fest und als Teil einer „B-Elf“ agierte er im Mittelfeld an der Seite von Jason Danskin, John Morrissey und Neill Rimmer, die gleichsam noch in keinem Meisterschaftsspiel gestanden hatten, und nahezu logischerweise ging die Partie gegen Luton Town mit 0:2 verloren. Ohne in der folgenden Spielzeit 1985/86 in der ersten Mannschaft eine weitere Chance erhalten zu haben, versuchte Walsh dann sein Glück beim Erstligakonkurrenten Charlton Athletic. Der Verein aus dem Süden Londons hatte zum gleichen Zeitpunkt Bruder Colin verpflichtet und während dieser in den anschließenden zehn Jahren dort sein Glück fand, fiel Derek Walsh schnell durch das Raster und noch vor Ablauf der Saison 1986/87 wurde der Vertrag aufgelöst.
Der junge Mittelfeldspieler kehrte in seine Heimatstadt Hamilton zurück, absolvierte dort im August und September 1987 zwei Zweitligaspiele in Schottland gegen den FC Clydebank und Meadowbank Thistle und war später im irischen Fußball für die Sligo Rovers aktiv.  Im August 1988 setzte er dann zu einem weiteren Anlauf im englischen Profifußball an und heuerte dazu beim Viertligisten Carlisle United an.
In der Mannschaft von Trainer Clive Middlemass führte sich Walsh bereits bei seinem Debüt am 3. September 1988 gegen York City (1:1) mit einem Tor ein und mit insgesamt 35 Ligaauftritten in der Saison 1988/89 machte er einen insgesamt stabilen Eindruck. Ein dauerhafter Stammplatz war ihm dabei jedoch nicht vergönnt und nach anfänglich häufigen Einsätzen im rechten Mittelfeld, wechselte fortan seine Position. In der anschließenden Spielzeit 1989/90 half er stetig in der Abwehr aus und stand nur noch in 21 von 46 Meisterschaftsbegegnungen in der Startelf. Er absolvierte zu Beginn der Saison 1990/91 die ersten 19 Ligaspiele in Serie, fehlte dann aber gut ein Jahr komplett, bevor er Ende Dezember 1991 in eine Mannschaft zurückkehrte, die am Ende den letzten Platz belegte und den Abstieg aus dem Football-League-Verband nur durch ein erfolgreiches Wiederwahlverfahren abwendete. In seiner finalen Saison 1992/93 für Carlisle United war Walsh noch einmal zwischen November 1992 und Februar 1993 Stammspieler, bevor er erneut nach Hamilton zurückkehrte. Dort bestritt er am 21. August 1993 per Einwechslung ein letztes Profiligaspiel für Hamilton Academical gegen den Airdrieonians FC (0:4).